# Tarentola annularis
Tarentola annularis (Geoffroy De Saint-Hilaire, 1827) è un piccolo sauro appartenente alla famiglia Phyllodactylidae, diffuso principalmente in Africa.

## Descrizione
Rettile dalla sagoma tozza, con arti robusti e testa relativamente grande. I maschi misurano circa 12 cm e le femmine 10, esclusa la coda. Ciascun arto è dotato di cinque dita.
Il dorso, ricoperto di varie file di tubercoli, è normalmente di colore grigio-marrone o giallo sabbia ed è attraversato trasversalmente da diverse strisce più chiare; si notano, inoltre, quattro o più punti bianchi nella parte superiore della schiena. Il colore è comunque molto variabile e tende ad assumere tonalità differenti a seconda del luogo in cui vive la specie.
Le femmine si differenziano dai maschi per le dimensioni ridotte e la testa più piccola.

## Biologia

### Comportamento
La specie è generalmente attiva dal tramonto all'alba; talvolta, può andare in cerca di cibo anche di giorno, come è stato osservato.
È in grado di sporavvivere senz'acqua per diverso tempo, pur sentendone spesso la necessità.

### Alimentazione
Si nutre di invertebrati, altre lucertole e, talvolta, perfino di piccoli mammiferi.

### Riproduzione
Nella stagione dell'accoppiamento, che va da marzo ad agosto, i maschi si servono della comunicazione vocale per tenere lontani i propri rivali ed attrarre le femmine, con dei richiami caratteristici, e queste ultime possono rispondere a loro volta. Si accoppiano da 2 a 8 volte circa in un anno e le femmine depongono massimo 2 uova, che custodiscono con cura sotto la sabbia.

## Distribuzione e habitat
La specie è diffusa in Africa e, probabilmente, una parte anche in Asia. Nel continente africano, ne è stata confermata la presenza in Marocco, Sahara Occidentale, Libia, Egitto, Mauritania, Mali, Niger, Ciad, Sudan, Eritrea, Etiopia, Gibuti, Senegal, Camerun, Repubblica Centrafricana, Sudan del Sud, Uganda e Somalia; sembra essere assente nei territori più meridionali. Il suo areale comprende anche la Penisola del Sinai e, forse, l'Arabia Saudita. È segnalata dal livello del mare fino a 1170 m di altezza.
È stata, inoltre, introdotta in Florida, dove la popolazione è però molto frammentata.
L'habitat è costituito da aree rocciose, alberi, pozzi e abitazioni. Se il luogo presenta un habitat favorevole, vi rimane anche per un lungo periodo, senza il bisogno di doversi spostare altrove.

## Tassonomia
Specie geneticamente molto simile a Tarentola ephippiata.
Si conoscono due sottospecie:
- Tarentola annularis annularis
- Tarentola annularis relicta (Sudan del Sud, Camerun e Uganda)

## Conservazione
La specie è probabilmente poco minacciata, essendo presente in numerosi territori, con una densità della popolazione elevata in diverse zone.